# Station Darmstadt-Kranichstein
Station Darmstadt-Kranichstein is een spoorwegstation in de Duitse plaats Darmstadt.